# Hartmut Esser

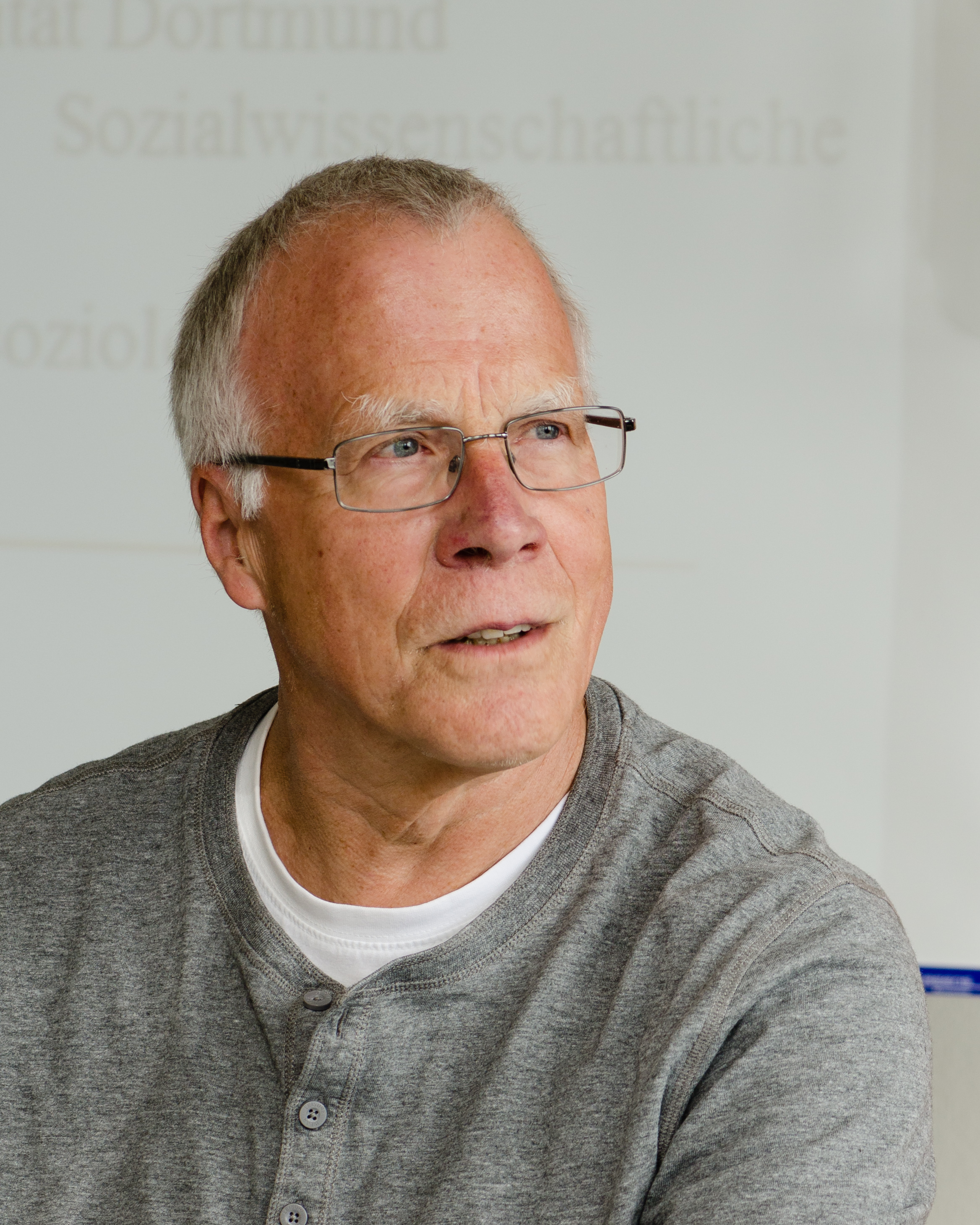
Hartmut Esser (2014)

Hartmut Esser (* 21. Dezember 1943 in Elend, Harz) ist ein deutscher Migrationswissenschaftler sowie Professor für Soziologie und Wissenschaftstheorie an der Universität Mannheim.
In seinem Einführungswerk Soziologie. Allgemeine Grundlagen von 1993 sowie in dem ab 1999 erschienenen sechsbändigen Werk Soziologie. Spezielle Grundlagen stellt er seinen an der Theorie der rationalen Entscheidung (rational choice) orientierten Ansatz mikrofundierter Methodologie in den Sozialwissenschaften vor. In diesem Gebiet gilt er als Vorreiter.
In früheren Jahren war er vor allem im Bereich der Migrationssoziologie tätig. Seine wissenschaftstheoretische Ausrichtung ist die des von Karl Popper begründeten Kritischen Rationalismus. Seit 2001 ist er Mitglied der Leopoldina. 2020 wurde er in den Beirat des Hans-Albert-Instituts berufen.

## Theorie
Die Aufgabe der Soziologie besteht nach Esser nicht nur in der korrekten Beschreibung sozialer Prozesse und Systeme. Zentrale Aufgabe der Soziologie sei darüber hinaus, das soziale Geschehen zu erklären, d. h. seine Ursachen herauszuarbeiten. Dafür bietet Esser das Modell der soziologischen Erklärung (MSE) an, wie er es im Anschluss an David C. McClelland, James Samuel Coleman und Siegwart Lindenberg weiterentwickelt hat.
Soziologie soll also die Frage beantworten, warum soziales Geschehen im jeweiligen Fall entstanden ist, durchhielt und sich wandelte.
Betreffende Phänomene müssen als Folge bestimmter Ursachen erkannt und analysiert werden. Dies geschieht durch das Modell der soziologischen Erklärung (MSE). Das Besondere am Modell ist, dass es für alle sozialen Gebilde (bis hin zur Weltgesellschaft) gilt. Es soll diese nicht in ihren historischen Ausprägungen, sondern im je typisch Allgemeinen erklären. Nicht der Akteur, sondern die Dynamik des Zusammenwirkens von mehreren handelnden Akteuren sowie die soziale Struktur, die das Zusammenwirken als Rahmen ebenso ermöglichen wie sie daraus hervorgehen, stehen im Zentrum der Erklärung.
Das Ziel ist die Erklärung von Regelmäßigkeiten solcher Dynamiken. Ein Bestandteil der Erklärung ist die gesetzmäßige Erklärung der Handlungswahlen individueller Akteure, welche die Dynamik sozialer Gebilde tragen und hervorbringen. 

### Voraussetzungen des MSE
Grundlage der alltäglichen Reproduktion der Menschen ist die Produktion von Ressourcen und deren Verteilung. Alle möglichen materiellen und immateriellen Dinge können Ressourcen sein, und deren Verteilung muss zum Überleben sozial gestaltet sein.
Essers Ausgangshypothese ist folgende: Beachtung finden andere Menschen erst, wenn sie für das eigene Handeln wichtig werden. Dies werden sie, wenn sie über interessante Ressourcen verfügen.
Alle sozialen Situationen haben materiell-strategische Strukturen als Grundlage. Das Motiv zum Austausch ist das Interesse an den Ressourcen Anderer. Akteure handeln somit in wechselseitiger Beziehung aufeinander. Die Folgen des Handelns sind verbunden mit Erwartungen und Bewertungen sowie Entscheidungen Anderer. Ein solches Handeln ist, laut Esser, „soziales Handeln“. Also eines, bei dem die Akteure ihr Handeln auf das Handeln Anderer beziehen bzw. daran orientieren (vgl. hierzu auch soziales Handeln bei Max Weber).
Aus dem sozialen Handeln bilden sich drei Strukturen heraus:
1. Bestimmte Formen sozialer Produktions- und Verteilungsweisen von Ressourcen (so genannte materielle Interessen). Sie beantworten also die Frage: Wer produziert und verteilt welche Ressourcen?
2. Diese Strukturen verankern sich über Verpflichtungen und Normen institutionell. So entstehen formelle Verfassungen und sozial gültige Regeln für die Kooperation der Akteure in sozialen Situationen.
3. Es bilden sich strukturelle Situationen – kulturelle Rahmungen. Akteure bilden gedankliche Modelle („Frames“) als kollektiv gültige Beschreibungen der jeweiligen Situation. Jeder Frame ist markiert durch bestimmte Symbole.

### Die Methode

#### 1. Die Logik der Situation (Makro-Mikro-Übergang)
Zuerst soll die objektive Beschaffenheit der Situation beschrieben werden. (Was ist das oberste Ziel? Was sind die Interessen – Bewertungen und Erwartungen der Akteure?)
Gegenstand ist das Zusammenarbeiten der Akteure und deren sozial gültige Bewertungen und Erwartungen. Diese bilden die soziale Situation. Es sollen also (angelehnt an Max Weber) drei typische Strukturen herausgearbeitet werden: Interessen, Institutionen und Ideen. Dabei ist darauf zu achten, dass Akteure nicht nur ihre Handlungen an den sozialen Strukturen und dem Handeln anderer orientieren, sondern gleichzeitig auch selber mit ihrer Handlung die Strukturen prägen und Orientierung bieten.
Es sollen also Erwartungen und Bewertungen von Akteuren einer Situation konstruiert werden. Dies geschieht, laut Esser, mit Hilfe von Brückenhypothesen. Brückenhypothesen stellen also einfache (typische) Behauptungen von Akteuren dar (z. B. Rauchen ist tödlich; Rauchen beruhigt; Rauchen ist teuer; wer raucht, ist sexy, wenn ich rauche, bin ich cool.). Später erweitert Esser das Konstrukt der Brückenhypothese um das Frame/Skript Modell.

##### Frame/Skript Modell
Hier wird die innere Selektion erfasst, über die sich die Akteure orientieren. Erklärt werden soll, welchen Frame Akteure in der entsprechenden Situation wählen. Dabei kann ein Frame entweder reflektiert rational (rc), oder unreflektiert automatisch (as) gewählt werden. Dies bezeichnet Esser als „Modell der Frame-Selektion“. Es besteht aus drei universellen Gesetzmäßigkeiten:
a) Akteure bewerten ihre Alternativen nach subjektiven Interessen und Präferenzen (Werterwartungstheorie).
b) Dann bestimmen sie die Wahrscheinlichkeit dafür, dass bestimmte Folgen für eine Erwartung auch eintreten. Dies geschieht auch subjektiv und ist geprägt durch Alltagswissen.
c) Nun soll der Wert jeder möglichen Alternative mit der dazugehörigen Wahrscheinlichkeit multipliziert werden. Das Ergebnis dieser Rechnung gibt den jeweiligen Nutzen an. Der Akteur wählt dann im Sinne „zweckrationalen Handelns“ die Alternative mit dem größten Nutzen (Nutzenmaximierung). Esser geht davon aus, dass wir das Prinzip der Nutzenmaximierung als notwendige Selektion zum Überleben erlernt haben.

#### 2. Die Logik der Selektion (Mikro-Mikro-Ebene)
In der Logik der Selektion wird erklärt wie die Wahrnehmung des Akteurs seine Handlung beeinflusst. Es wird eine Handlungstheorie angewandt um die Handlung zu erklären. Esser präferiert hier die Werterwartungstheorie.
Eine endgültige Festlegung auf eine Handlungstheorie besteht nicht, da die Falsifikation einer solchen sich als schwierig erweist. So bereitet die vom Handeln unabhängige Erhebung von Präferenzen Probleme, welche für eine Überprüfung der Handlungstheorie vonnöten ist.

#### 3. Die Logik der Aggregation (Mikro-Makro-Übergang)
Hier sollen die Auswirkungen des individuellen Handelns auf das Makrogeschehen erklärt werden. Es geht um typische Muster, nach denen sich soziale Gebilde aus den Handlungen einzelner Akteure transformieren. Dieser Schritt der Aggregation ist nicht nomologisch und muss über Transformationshypothesen abgebildet werden, die auf den Einzelfall ausgerichtet sein müssen. Transformationsregeln bezeichnen Regelmäßigkeiten in der Entwicklung sozialer Gebilde und erklären diese so. Da sich jeder Handelnde an Strukturen orientiert und diese gleichzeitig mit seiner eigenen Handlung prägt, also selber einen Frame für Andere produziert, kann das Handeln der Akteure nach und nach aggregiert und zum veränderten sozialen Gebilde und somit kollektives Phänomen werden.

## Schriften (Auswahl)
- Soziologie. Allgemeine Grundlagen, 2., durchgesehene Auflage, Frankfurt am Main 1996, ISBN 3-593-34960-4.
- Soziologie. Spezielle Grundlagen in sechs Bänden:
  - Band 1: Situationslogik und Handeln, Frankfurt am Main 1999, ISBN 3-593-36335-6.
  - Band 2: Die Konstruktion der Gesellschaft, Frankfurt am Main 2000, ISBN 3-593-36383-6.
  - Band 3: Soziales Handeln, Frankfurt am Main 2000, ISBN 3-593-36384-4.
  - Band 4: Opportunitäten und Restriktionen, Frankfurt am Main 2000, ISBN 3-593-36385-2.
  - Band 5: Institutionen, Frankfurt am Main 2000, ISBN 3-593-36386-0.
  - Band 6: Sinn und Kultur, Frankfurt am Main 2001, ISBN 3-593-36423-9.
- Sprache und Integration. Die sozialen Bedingungen und Folgen des Spracherwerbs von Migranten, Frankfurt am Main 2006, ISBN 3-593-38197-4